# Комсомольський (Солонешенський район)
Комсомо́льський (рос. Комсомольский) — селище у складі Солонешенського району Алтайського краю, Росія. Входить до складу Карповської сільської ради.

## Населення
Населення — 59 осіб (2010; 119 у 2002).
Національний склад (станом на 2002 рік):
- росіяни — 85 %